# L'Équipée du Cannonball
Pour les articles homonymes, voir Cannonball.
Série
Cannonball 2
(1984)
Pour plus de détails, voir Fiche technique et Distribution.
L'Équipée du Cannonball (The Cannonball Run) est un film américano-hongkongais réalisé par Hal Needham et sorti en 1981. Il s'inspire de la course automobile illégale Cannonball, notamment de son édition de 1979.
Le film connaitra deux suites, sorties en 1984 et 1989.

## Synopsis
L'aventurier J. J. McClure décide de participer à une course de voiture illégale à travers tout le pays. Les participants devront tout faire pour surmonter les difficultés et faire face à la police et gagner la course.

## Fiche technique
- Titre français : L'Équipée du Cannonball
- Titre original : The Cannonball Run
- Réalisation : Hal Needham
- Scénario : Brock Yates
- Photographie : Michael C. Butler
- Montage : Donn Cambern et William D. Gordean
- Musique : Al Capps (non crédité)
- Producteur : Albert S. Ruddy
- Sociétés de production : Eurasia Investments et Golden Harvest Company
- Sociétés de distribution : 20th Century Fox (États-Unis), Media Asia Distribution (Hong Kong)
- Pays de production :  États-Unis,  Hong Kong
- Langue originale : anglais
- Format : Couleur (Technicolor) — 35 mm — 1,85:1 — son : Mono
- Genre : comédie, action, road movie
- Durée : 85 minutes
- Dates de sortie : 
  - États-Unis : 19 juin 1981
  - France : 8 juillet 1981
- Affiches : Macario Gómez Quibus (Espagne), Clément Hurel (France)

## Distribution
- Burt Reynolds (VF : Marc de Georgi) : J. J. McClure
- Dom DeLuise (VF : Pierre Trabaud) : Victor Prinzim / Capitaine Chaos
- Farrah Fawcett (VF : Monique Thubert) : Pamela Glover
- Dean Martin (VF : Georges Aminel) : Jamie Blake
- Sammy Davis, Jr. (VF : Med Hondo) : Morris Fenderbaum
- Roger Moore (VF : Jean-Claude Michel) : Seymour Goldfarb Jr.
- Jack Elam (VF : Claude Joseph) : Dr Nikolas Frank Einstein
- George Furth (VF : Jacques Thébault) : Arthur J. Foyt
- Adrienne Barbeau (VF : Michèle Bardollet) : Marcie Thatcher
- Tara Buckman : Jill Rivers
- Jamie Farr : le sheik
- Jackie Chan : le pilote de la Subaru
- Bert Convy (VF : Joël Martineau) : Bradford Compton
- Michael Hui : Le deuxième conducteur de la Subaru
- Terry Bradshaw (VF : Raymond Loyer) : Terry
- Mel Tillis (VF : Serge Lhorca) : Mel
- Rick Aviles : Mad Dog
- Alfie Wise (VF : Roger Crouzet) : Batman
- Warren Berlinger (VF : Henry Djanik) : Shakey Finch
- Peter Fonda (VF : Richard Darbois) : le chef des bikers
- Molly Picon (VF : Lita Recio) : Maman Goldfarb
- Jimmy 'The Greek' Snyder (VF : Yves Barsacq) : lui-même
- Bianca Jagger : la sœur du sheik
- Robert Tessier (VF : Georges Atlas) : un motard
- Johnny Yune : le présentateur de l'émission télévisée
- Valerie Perrine : la policière au décolleté qui arrête la Lamborghini (non créditée)

## Distinctions

### Récompenses
- 1985 : Golden Screen

### Nominations
- 1982 : nomination aux Razzie Awards pour Farrah Fawcett (pire actrice)

## À noter
- Ce film s'inspire du Cannonball, course clandestine qui se déroula réellement aux États-Unis de 1973 à 1978, puis en Europe également à partir des années 1980. Le scénariste Brock Yates, qui en était le créateur, et le réalisateur Hal Needham participèrent à l'édition 1978, avec une ambulance dotée d'un moteur V8 Chrysler de 8 litres de cylindrée développant 500 chevaux et capable de rouler à 240 km/h. C'est cette même ambulance que l'on voit dans le film. Après le tournage, elle fut revendue aux enchères par Brock Yates, qui fit don du produit de la vente à une œuvre de charité.
- La Ferrari 308 utilisée par Dean Martin et Sammy Davis, Jr. est tout simplement celle du réalisateur Hal Needham.
- Burt Reynolds fut à l'époque cité dans le Livre Guinness des records comme l'acteur le mieux payé de tous les temps pour ce film : il toucha en effet un cachet de un million de dollars par jour de tournage. [réf. nécessaire]
- Le rôle de J. J. McClure était à l'origine destiné à Steve McQueen et le ton du film était orienté vers l'action pure et dure. Après le décès de McQueen, le rôle échut à Burt Reynolds et le scénario fut remodelé pour évoluer vers une comédie.
- Le film fut produit et distribué par la Golden Harvest, compagnie dirigée par le fameux producteur hongkongais Raymond Chow. Ce dernier en a d'ailleurs profité pour faire jouer dans ce film deux de ses « poulains », à savoir Jackie Chan et Michael Hui.
- Le personnage d'Arthur J. Foyt (A. J. Foyt) écologiste farouche opposant au Cannonball, est un clin d'œil du scénariste Brock Yates : Dans la réalité, le vrai A.J. Foyt est un des plus grands pilotes automobile de l'histoire des États-Unis, qui remporta les 24 Heures du Mans 1967 avec Dan Gurney... le vainqueur du Cannonball 1971.
- En raison de la présence de Roger Moore, le film est truffé de références à James Bond. Néanmoins, c'est le seul film où l'on voit Moore conduire la mythique Aston Martin DB5 de Bond, chose qu'il ne fit jamais lors de la saga.
- Dans la version française, Roger Moore est doublé non pas par Claude Bertrand, mais par Jean-Claude Michel, alors voix française régulière de Sean Connery et Clint Eastwood.
- Du reste, la version française fut largement « aménagée » par les distributeurs afin de rendre le film compréhensible aux spectateurs français : ainsi, lorsque Goofy, après que McClure lui demande s'il se prend pour le président, parle en imitant Valéry Giscard d’Estaing (dans la version originale, Goofy imite Richard Nixon).
- Il s'agit du dernier film de Bert Convy.

## Liste des véhicules
- Dodge Sportsman : véhicule de J.J. McClure et Victor Prinzim.
- Ferrari 308 GTS : véhicule de Jamie Blake et Morris Fenderbaum.
- Lamborghini Countach LP 400S : véhicule de Marcie Thatcher et Jill Rivers.
- Subaru DL : véhicule de Jackie Chan et Michael Hui.
- Aston Martin DB5 : véhicule de Seymour Goldfarb, Jr.
- Rolls-Royce Silver Shadow : véhicule du sheikk Abdul bel Balafel.

## DVD
DVD sortie le 25 août 2009 chez Seven7 (la VF fait 85 minutes - la VO fait 92 minutes)[réf. nécessaire].

## Suites
Le film a fait l'objet d'une suite, Cannonball 2, sortie en 1984. On y retrouve en grande partie les acteurs de ce premier volet. Dans Cannonball 3 (1989), de nouveaux personnages apparaissent.